# Планетата на маймуните (роман)
Вижте пояснителната страница за други значения на Планетата на маймуните.
„Планетата на маймуните“ (на френски: La Planète des singes) е научнофантастичен роман на френския писател Пиер Бул, издаден през 1963 г. Спряган за най-популярното произведение на автора.
Действието на книгата се развива в бъдещето, където на далечна планета, близо до звездата Бетелгейзе, пристигат трима французи, за да проведат изследване. С потрес те установяват, че светът там е управляван от човекоподобни мамймуни, надарени с интелект подобен на човешкия, а хората са третирани като безмозъчни животни.
Произведението на Бул дава начало на световен франчайз, който включва едноименен филм от 1968, последван от четири продължения, игрален и анимационен сериал. През 2001 г. Тим Бъртън прави римейк на оригиналната лента. От 2011 г. започва нова филмова поредица, която е издала два пълнометражни филма, а третият се очаква 2017 г. По франчайза са създадени още комикси и електронни игри.

## Сюжет
Внимание:  Текстът по-долу разкрива сюжета на произведението (или части от него)!

### Първа част
В далечното бъдеще Джин и Филис, които са на романтично пътешествие с космическата си яхта, се натъкват на бутилка с писмо, което Джин започва да чете.
Ръкописът е написан от журналиста Юлис Меру, който разказва как през 2500 г. отпътува с космически кораб на експедиция до звездата Бетелгейзе, заедно с още двама души – професор Антел и неговия ученик Артюр Льовен. Пътуването продължава две години, които в земно време се равняват на 7-8 века. В орбитата на Бетелгейзе те намират три планети, една от която обитаема планета-близнак на Земята, кръстена от пътешествениците Сорор. Тримата души кацат с ракета на Сорор, в местност далеч от градската среда. Там те намират красива млада чисто гола жена, на която разказвачът дава името Нова. На другия ден непознатото момиче довежда със себе си племе от голи мъже и жени, които подобно на нея не говорят и са лишени от всякакъв разсъдък. Пътниците остават при племето през нощта.
На сутринта групата е събудена от внезапна какофония. Пред очите на Меру се разкрива невиждана гледка – човекоподобно горили и шимпанзета, облечени като хора, излавят и избиват диваците, сякаш са животни. В лова намира смъртта си Льовен, а разказвача, заедно с Нова, са уловени, затворени в клетки и отведени в града. Там Меру установява, че маймуните са устроили цяла цивилизация, подобна на човешката. Уловените видове са подложени на експерименти, в които землянинът се опитва да се докаже по-интелигентен от другите, дори научава част от езика на маймуните и общува с тях. Неговото поведение привлича вниманието на Зира – женско шимпанзе, завеждащо отделението. Бележитият доктор орангутана Зайюс обаче остава скептичен и маймуните продължават да се отнасят с даровития човек като дивак. Те започват експерименти със сексуалните взаимоотношения между човешките видове. Меру и Нова са поставени в една клетка, по нареждане на Зайюс, и принудени да се съвкупяват пред очите на останалите.

### Втора част
Интересите на Зира към Меру се задълбочават, особено след като землянинът ѝ показна няколко свои скици и чертежи. Двамата започват все по-често да си уреждат тайни срещи, което поражда завист у Нова. Землянинът постепенно напредва в изучаването на езика на Сорор, докато Зира за кратко време усвоява френския и обяснява на своя събеседник подробно за маймунското общество. Маймуните считат, че са единствените разумни същества на Сорор, произлезли от човека, но достигнали по-далечен еволюционен етап на развитие. Разделени са на горили, орангутани и шимпанзета, като помежду им няма расовата дискриминация.
Един ден Меру е изведен на разходка из града, чисто гол, само с нашийник със синджир, държан от Зира. Шимпанзето разкрива своя план, с който се надява да освободи интелигентния човек от клетката. След месец ще се състои конгрес на биолозите, в който Зайюс ще докаже, че даровитият екземпляр е просто „дресиран човек“. Конгресът дава трибуна и шанс на Меру да покаже своята интелигентност и да спечели симпатиите на обществото. В края на разходката Зира запознава французина с Корнелиус – нейния годеник, който, макар и недоверчив, също иска да помогне на човека.
Малко преди конгреса, Зира завежда Меру в Зоогическата градина, където в отделението, отредено за хората, разпознава сред човешките видове професор Антел. Шимпанзето обещава, че ако Меру се представи добре пред комисията, ще освободят учения. След седмица журналистът се изправя в огромен амфитеатър пред хиляди маймуни. Меру започва да цитира на маймунския език, предварително наизустена реч, в която се изтъква като разумно същество от планетата Земя, където хората са единствените индивиди, притежаващи душа, и показва искрено желание някой ден земляните и маймуните от Сорор да се обединят. Маймунската общественост изпада във възторг и французинът се превръща в световна знаменитост. Вече натрупал известно доверие сред маймуните, Меру се опитва да освободи Антел, но той се е превърнал досущ в диваците от Сорор.

### Трета част
В следващия месец Меру заживява като равнопоставен гражданин сред обществото на маймуните. Той продължава да държи връзка с хората, като се опитва да ги обучи да говорят, но опитите му търпят непрекъснати провали. Корнелиус, вече главен научен ръководител на института, и землянинът предприемат пътуване до другия край на планетата, където археолозите са открили любопитни останки от древно селище, които могат да решат загадката: защо маймунското общество от десет хиляди години не е претърпяло никакви промени? Двамата откриват сред развалините говореща кукла на човешко момиченце.
След завръщането, Меру разбира, че Нова е бременна от него. Човекът настоява да я види и Зира го съпровожда до отделна клетка, където седи бременната. В следващите дни шимпанзето урежда Меру и Нова да се виждат тайно. Един ден човекът е отведен в специално отделение, където маймуните правят жестоки експерименти с хората. Корнелиус показва на землянина двама души – мъж и жена, – които служат като негови помощници. Човешката двойка, с помощта на някакви апарати, е накарана да говори. Жената си представя събития случели се преди хиляди години. Тя говори за това как в миналото маймуните постепенно са поумнели, имитирайки хората, а човеците оглупели. Животните прогонили човешката нация и се настанили на тяхното място.
След време Меру се сдобива със син, който по всичко личи, че ще проговори. Маймуните планират да убият детето, заедно с родителите му, за да се предотврати бъдещ бунт на хората. Чрез Зира и Корнелиус младото семейство е качено незабелязано в изкуствен спътник, предназначен за трима души, и изстреляни в космоса. Оцелелите се добират до космическия кораб, кръжащ около Сорор. Чрез него Меру се завръща на Земята, заедно с новото си семейство. Пътуването продължава почти година. Пътниците кацат на летище „Орли“, където са посрещнати от офицер горила.
Джин и Филис отхвърлят ръкописа като някаква шега. След това авторът разкрива, че те са шимпанзета.

## Персонажи
- Юлис Меру
- Професор Антел
- Артюр Льовен
- Нова
- Зира
- Корнелус
- Зайюс
- Хелиус
- Зорам и Занам
- Сириус
- Джин и Филис

## Филми по книгата
- Планетата на маймуните (1968)
- Под планетата на маймуните (1970)
- Бягство от планетата на маймуните (1971)
- Завладяването на планетата на маймуните (1972)
- Битка за планетата на маймуните (1973)
- Планетата на маймуните (2001)
- Възходът на планетата на маймуните (2011)
- Зората на планетата на маймуните (2014)
- Войната за планетата на маймуните (2017)
- Кралството на планетата на маймуните (2024)